# Amphinemura sagittata
Amphinemura sagittata är en bäcksländeart som först beskrevs av Okamoto 1922.  Amphinemura sagittata ingår i släktet Amphinemura och familjen kryssbäcksländor. Inga underarter finns listade i Catalogue of Life.